# Sav-bázis indikátor
A sav-bázis indikátor (lat. indicare, jelez szóból) olyan anyag, amely színváltozással jelzi egy oldat kémhatásának megváltozását. A legismertebb sav-bázis indikátorok: lakmusz, fenolftalein.
A sav-bázis indikátorok olyan gyenge savak vagy gyenge bázisok, amelyek disszociációja során színváltozás következik be. Ez annak a következménye, hogy a kation és az anion más színű, mint a disszociálatlan molekula. Ezen folyamatok során a molekulán belül kötésátrendeződés is megtörténhet, ebből adódik a színváltozás. Az egyes indikátorok színváltozása meghatározott pH-intervallumban következik be, melyet átcsapási tartománynak is hívnak.

## Elmélet
Az indikátor vegyületek által végzett pH-mérést kolorimetriás mérésnek nevezik. Ehhez indikátoranyagokat alkalmaznak, amelyek meghatározott pH-értékek esetén megváltoztatják színüket – ezt a színváltozást nevezik átcsapásnak. A mérés papírral és oldattal végezhető. Előbbi esetben olyan szívóképes szűrőpapírokat alkalmaznak, amelyeket indikátoranyagokkal impregnáltak. Ezek pontos pH-mérésre nem alkalmasak, ám mivel gyors és egyszerű megoldást jelentenek, igen népszerűek. A segítségükkel elsősorban az határozható meg, hogy savas vagy lúgos-e a pH.
A kolorimetriás mérések leggyakoribb hibalehetőségei:
- Hőmérséklet hiba: A pH-indikátor papírok skálája általában 20 Celsius-fokra kalibráltak. Az ettől eltérő hőmérsékleten történő mérések nem vehetőek pontosnak, általában további mérések szükségesek az érték pontos meghatározásához.
- Sajátszín hiba: A kolorimetriás pH-mérésnél az indikátor színátcsapása szolgál a mérési eredmény alapjául. Amennyiben a vizsgálandó oldat maga is színes, úgy a sajátszín zavarhatja a pontos leolvasást.
- Sav-bázis hiba: A sav-bázis indikátorok kémiai összetételüket illetően maguk is savakat, illetve bázisokat tartalmazó anyagok. Az indikátorok ionszegény mérendő közegbe (pl. desztillált víz, igen gyengén hidrolizált sav-, illetve lúgoldatok) juttatása, illetve mártása következtében kis mértékben beoldódnak, és így megváltoztatják a mérendő közeg pH-ját, amit azután a maradék indikátor rész visszamér. Ezt a szakirodalom ún. sav-bázis hibaként említi, és akár 1 pH egység hibához is vezethet kedvezőtlen esetben, amikor a híg, ionszegény, illetve nem pufferolt oldatok mérése történik. A pufferek kétkomponensű stabil kémhatású oldatok. Kémhatásuk akkor sem változik (bizonyos kapacitáshatárig) ha eltérő kémhatású oldatot adagolunk hozzá, így megakadályozzák, hogy a mérési eljárás során a pH-érték megváltozzon.[4] Ugyanez a hiba indikátor oldat alkalmazása esetén tizedrészre csökkenthető. Más esetekben úgynevezett „nem vérző” indikátorcsíkokat lehet használni az ilyen hiba kiküszöbölése céljából.
- Sóhiba: A hidrogénionokon kívül – ha jóval kisebb mértékben is, de – hatással vannak az indikátorok színváltozására a különféle kationok is. Éppen ezért tömény sóoldatokban előfordulhat kismértékű színeltolódás. Ezt a jelenséget nevezik sóhibának. Amennyiben a sókoncentráció 0,2 mol/l alatt van, akkor egyáltalán nem jelentkezik ez a probléma.
- Alkoholhiba: Indikátorral „színezett” alkoholos oldatoknál előfordul, hogy ugyanolyan színt mutató indikátoros vizes pufferoldattal összehasonlítva nem egyforma kémhatású oldatok vannak a háttérben. Az oldószerváltozás bizonyos mértékben eltolhatja a sav-bázis egyensúlyt, aminek következtében az indikátor konstansok is megváltoznak.
- Alkaloidhiba: Alkaloidokat tartalmazó oldatokban, ha indikátort cseppentenek bele, alkaloidszármazékok keletkezése figyelhető meg, amely megnehezíti, illetve pontatlanná teszi a mérést. Alkaloidok jelenléte esetében ajánlatos a vakérték meghatározása az alkaloidhiba mértékének tisztázása céljából.

### Az indikátorok működése
A sav-bázis indikátorok gyenge savak vagy gyenge bázisok, melyek általános reakcióvázlata így írható fel:
{\displaystyle {\textrm {HInd}}+{\textrm {H}}_{2}{\textrm {O}}\rightleftharpoons {\textrm {H}}_{3}{\textrm {O}}^{+}+{\textrm {Ind}}^{-}}
A HInd itt a savat, az Ind- pedig az indikátor konjugált bázisát jelöli. Ezek aránya adja meg a színt és kapcsolja azt a pH-értékhez.

## Alkalmazásuk
A sav-bázis indikátorokat gyakran használják titrálási folyamatoknál az analitikai kémia és biológia területén, hogy meghatározzák egyes kémiai folyamatok kimenetelét. Problémát jelenthet és jelentős szubjektív hibákhoz vezethet a „detektorok” (ez esetben az emberi szem) sokfélesége, amellyel a színt meghatározzák. Az indikátorok alkalmazása azért okoz gyakran elvi hibát, mert a színátcsapás pH-ja ritkán egyezik meg az ekvivalenciapont pH-jával. Az olyan esetekben, amikor a pH pontos meghatározására van szükség, gyakran pH-metriás módszert alkalmaznak. Egyes esetekben, amikor csak a pH körülbelüli meghatározása szükséges, több indikátort használnak, hogy egyenletes színváltozást érjenek el egy nagyobb pH-érték tartományban.
Az alábbi táblázatban laboratóriumokban gyakran használt indikátorok láthatóak. Az indikátorok az átcsapási tartományban rendszerint köztes színeket vesznek fel, így például a fenol vörös színt mutat 6,8 és 8,4 pH-érték között. Az indikátor koncentrációja és a hőmérséklet függvényében az átcsapási tartomány némileg eltolódhat.
| Indikátor                       | Szín alacsony pH-értéknél | Átcsapási tartomány alsó határa | Átcsapási tartomány felső határa | Szín magas pH-értéknél |
| ------------------------------- | ------------------------- | ------------------------------- | -------------------------------- | ---------------------- |
| Kristályibolya                  | sárga                     | 0,0                             | 2,0                              | kék-ibolya             |
| Malachitzöld (első átcsapás)    | sárga                     | 0,0                             | 2,0                              | zöld                   |
| Malachitzöld (második átcsapás) | zöld                      | 11,6                            | 14,0                             | színtelen              |
| Timolkék (első átcsapás)        | vörös                     | 1,2                             | 2,8                              | sárga                  |
| Timolkék (második átcsapás)     | sárga                     | 8,0                             | 9,6                              | kék                    |
| Metilsárga                      | vörös                     | 2,9                             | 4,0                              | sárga                  |
| Brómfenolkék                    | sárga                     | 3,0                             | 4,6                              | kék                    |
| Kongóvörös                      | kék-ibolya                | 3,0                             | 5,0                              | vörös                  |
| Metilnarancs                    | vörös                     | 3,1                             | 4,4                              | sárga                  |
| Brómkrezolzöld                  | sárga                     | 3,8                             | 5,4                              | kék                    |
| Metilvörös                      | vörös                     | 4,4                             | 6,2                              | sárga                  |
| Metil-lila                      | lila                      | 4,8                             | 5,4                              | zöld                   |
| Lakmusz                         | vörös                     | 4,5                             | 8,3                              | kék                    |
| Brómkrezol lila                 | sárga                     | 5,2                             | 6,8                              | lila                   |
| Brómkrezol kék                  | sárga                     | 6,0                             | 7,6                              | kék                    |
| Fenolvörös                      | sárga                     | 6,4                             | 8,0                              | vörös                  |
| Természetes vörös               | vörös                     | 6,8                             | 8,0                              | sárga                  |
| Naftolftalein                   | színtelen-vöröses         | 7,3                             | 8,7                              | zöldeskék              |
| Krezolvörös                     | sárga                     | 7,2                             | 8,8                              | vöröses-lila           |
| Krezolftalein                   | színtelen                 | 8,2                             | 9,8                              | lila                   |
| Fenolftalein                    | színtelen                 | 8,3                             | 10,0                             | püspöklila             |
| Timolftalein                    | színtelen                 | 9,3                             | 10,5                             | kék                    |
| Alizarin-sárga                  | sárga                     | 10,2                            | 12,0                             | vörös                  |
| Indigókármin                    | kék                       | 11,4                            | 13,0                             | sárga                  |

## Mesterséges indikátorok

### Azovegyületek

#### Azobenzol-származékok

Az azobenzol-származékok általános képlete

| Név              | R1      | R2   | R3      |
| ---------------- | ------- | ---- | ------- |
| metilnarancs(en) | (CH3)2N | H    | NaO—SO2 |
| metilvörös(en)   | (CH3)2N | COOH | H       |
| metilsárga(en)   | (CH3)2N | H    | H       |
| tropeolin OO(en) | C6H5NH  | H    | NaO—SO2 |

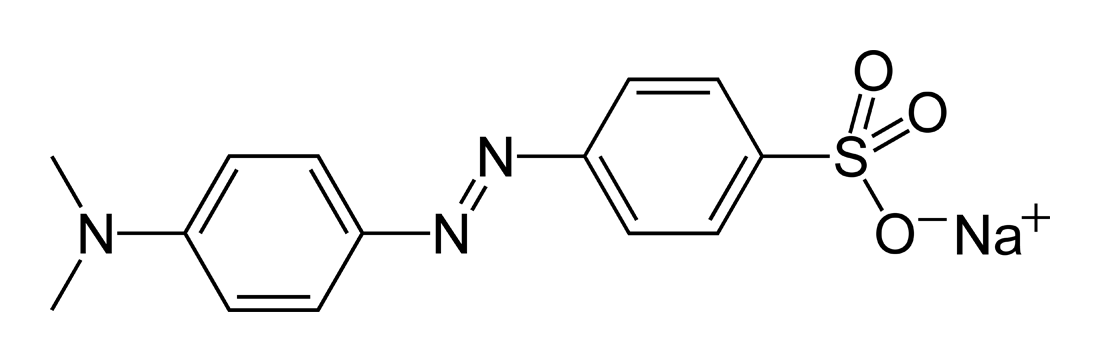
metilnarancs
metilvörös
metilsárga
tropeolin OO

### Trifenilmetán vegyületek
(ftalein-származékok)
2 típusuk létezik:

1; Ftaleinek         R = COOH

2; Szulfoftaleinek   R = SO3H

#### Főbb képviselőik

##### Ftaleinek
- fenolftalein
- krezolftalein
- timolftalein

##### Szulfoftaleinek
- fenolvörös
- timolkék
- brómfenolkék

## Természetes indikátorok
A természetben található sok festékanyag között vannak olyanok, amelyek színe állandó, viszont vannak olyanok is, amelyeké nem, mert bizonyos körülmények hatására (akár már napsütésre is) megváltozik a színük. Ezen kívül savas és lúgos hatásra is történhet változás. Ezen színváltozás a sejtnedv pH-értékének megváltozása miatt alakul ki. A legtöbb természetes indikátor ezen az elven működik.

### Legfontosabb természetes indikátorok

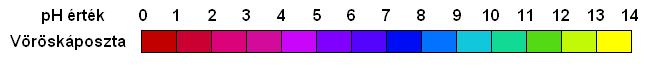
A vörös káposzta színtartománya különböző pH-értékű oldatokban